# 德仁站
德仁站，位于中华人民共和国内蒙古自治区呼伦贝尔市鄂温克族自治旗锡尼河西苏木，是伊阿铁路上的火车站，建于2009年，由哈尔滨铁路局海拉尔车务段管辖。

## 外部連結
- 中国铁路客户服务中心 （页面存档备份，存于）